# Manny mester
A Manny mester (eredeti címe: Handy Manny) amerikai animációs sorozat gyerekeknek. A műsort először 2006. augusztus 26.-án mutatták be a hollywoodi ArcLight moziban, followed by the premiere of its first two episodes consecutively on Saturday, September 16, 2006, eredetileg a Disney Channel Playhouse Disney blokkjának részeként. 2011-ben átköltözött a Disney Junior csatornára.
A címadó főszereplőt (és a régi Sheetrock Hills-beli megfelelőjét) Wilmer Valderrama szólaltatja meg. A műsor készítői Roger Bollen és Marilyn Sadler, a további szereplőket pedig Dee Bradley Baker, Tom Kenny, Fred Stoller, Nika Futterman, Kath Soucie, Carlos Alazraqui, Grey DeLisle és Nancy Truman szólaltatják meg. A sorozat animációját a Nelvana készítette. A főcímdalt a Los Lobos együttes szerezte.
3 évadot élt meg 113 epizóddal. 2006. szeptember 16.-tól 2013. február 14.-ig vetítették.